# Butia yatay
Butia yatay is de botanische naam van de Yatay palm, een palm afkomstig uit lage, bosachtige gebieden in Zuid-Brazilië, Noordoost-Argentinië en Noord-Uruguay. De plant groeit daar in zanderige grond.
Met een hoogte tot 10 m is deze palm hoger dan andere Butia-soorten. De bladeren zijn blauw of grijsblauw en worden 1,5-2 m lang. De kleine bloemen zijn paarskleurig. De bloeiwijzen worden tot 1,4 m lang.
De palm is even winterhard als de verwante Butia capitata.